# Zamarada prionotos
Zamarada prionotos är en fjärilsart som beskrevs av Fletcher 1974. Zamarada prionotos ingår i släktet Zamarada och familjen mätare. Inga underarter finns listade i Catalogue of Life.